# Intal nyelv
Az Intal egy mesterséges nyelv, melyet Erich Weferling alkotott meg.

## Betű- és hangrendszer
Az intal ábécé 23 betűből áll:
A magyartól eltérő betűk a következők:
- a – rövid á, mint a magyar palócok kiejtésében
- c – magyar s
- j – magyar zs
- s – magyar sz
- y – magyar j

Hangsúly:
- magánhangzóra végződő szavaknál az utolsó előtti szótagon, a többi szónál az utolsó szótagon;
- a többes szám nem változtat a hangsúlyon;
- szóvégen az i és u + magánhangzó nem képez külön szótagot;
- a diftongusokban az első a hangsúlyos;
- az -ed, -er, -ik, -im, -or, -ud, -um végződések mindig hangsúlytalanok;
- ahol a hangsúly a fentiektől eltér, ott ékezettel jelöljük.

## Nyelvtan
Névelő:
- határozott: le, l' (de+le/l'=del, a+le/l'=al)
- határozatlan: un

Főnév: nincs állandó végződése. Többes száma: -(e)s. Ragozása elöljárókkal történik.
Melléknév: nincs állandó végződése.
- fokozása:
  - alapfok: -
  - középfok: plu – min
  - felsőfok: maks – minim; tre
- melléknévi képzők: -al, -ik, -iv, -e, -eso, -ité, -um

Határozószók: képzői: -im, -men, -mod, -di, -kaz, -grad, -lok, -temp, -vez
Névmások:
- Személyes névmás: me, tu/vu, il/el/ol/it; nos, vus, les/iles/eles
- Birtokos névmás: mi, tui/vui, (il-/el-/ol-/it-)su; nor, vur, ler
- Személytelen névmás: on
- Visszaható névmás: se
- Kölcsönös névmás: mutu (l'une l'altre)

Számnevek:
- Tőszámnevek: nul, un, du, tri, kvar, kvin, siks, sep, ok, nin, des; sent, mil; desun (11), desdu (12), …; duti (20), triti (30), …
- Sorszámnév: -esmi
- Törtszámnév: -im
- Sorszámnév: -(i)pli, -vez
- Gyűjtőszámnév: -opim

Ige:
- Főnévi igenév: -ar
- Cselekvő ragozás:
  - Jelen idő: senda
  - Múlt idő: sended, did senda
  - Jövő idő: ve senda
  - Régmúlt: had senda
  - Összetett jövő: ve ha senda
  - Feltételes jelen: vud senda
  - Feltételes múlt: vud ha senda
  - Felszólító mód: send(u), let senda
  - Óhajtó mód: mey senda
  - Jelen idejű melléknévi igenév: sendant
  - Múlt idejű melléknévi igenév: sendat
- Szenvedő ragozás: ha cselekvésről van szó, a bli, ha állapotról, akkor az es ragozott alakjaival képezzük, mely után a főige múlt idejű melléknévi igenév kerül:
  - Jelen idő: bli/es sendat
  - Múlt idő: blid/esed sendat
  - Jövő idő: ve bli/es sendat
  - Régmúlt: ha bli/es sendat
  - Összetett jövő: ve ha bli/es sendat
  - Feltételes jelen: vud bli/es sendat
  - Feltételes múlt: vud ha bli/es sendat
  - Felszólító mód: bliu/esu sendat

## Forrás
- Dr. Szerdahelyi István: Bábeltől a világnyelvig. (magyarul) Budapest: Gondolat. 1977.  ISBN 963 280 180 6 Hozzáférés: 2021. augusztus 7.